# Kita-ku (Sapporo)
Pour les articles homonymes, voir Kita-ku.
Kita (北区, Kita-ku) est l'un des dix arrondissements de la ville de Sapporo au Japon. Il est situé au nord-est de la ville.
En novembre 2020, sa population est de 285 860 habitants pour une superficie de 63,57 km2, ce qui fait une densité de population de 4 496,7 hab./km2.

## Origine du nom
Kita-ku signifie littéralement « arrondissement nord ».

## Lieux notables
- Université de Hokkaidō
- Université d'éducation de Hokkaidō

## Transport publics
L'arrondissement est desservi par la ligne de métro Namboku. La gare de Sapporo se trouve à l'extrême sud de l'arrondissement et permet l'accès aux lignes de la JR Hokkaido.